# Zone (Lombardia)
Zone (lombardul: Sù) település Olaszországban, Lombardia régióban, Brescia megyében. Lakosainak száma 1023 fő (2023. január 1.). Zone Marcheno, Marone, Pisogne és Tavernole sul Mella községekkel határos.

## Népesség
A település lakossága az elmúlt években az alábbi módon változott:
| Lakosok száma | 1082 | 1062 | 1023 |
|               | 2017 | 2018 | 2023 |